# 別所誠人
別所 誠人（べっしょ まこと）は、日本の男性アニメーター、アニメーション演出家、アニメ監督。

## 参加作品

### テレビアニメ
1983年
- 機甲創世記モスピーダ（1983年 - 1984年、動画）

1985年
- 超獣機神ダンクーガ（原画）

1989年
- らんま1/2 熱闘編（1989年 - 1992年、原画）

1990年
- キャッ党忍伝てやんでえ（1990年 - 1991年、作画監督）

1991年
- 炎の闘球児 ドッジ弾平（1991年 - 1992年、作画監督）

1993年
- 疾風!アイアンリーガー（1993年 - 1994年、原画）

1995年
- 天地無用!（原画）
- 神秘の世界エルハザード（1995年 - 1996年、演出・作画監督・原画）

1996年
- 魔法少女プリティサミー（1996年 - 1997年、助監督・絵コンテ・演出・エピローグアニメーション）

1997年
- 吸血姫美夕（1997年 - 1998年、作画監督）
- バトルアスリーテス大運動会（1997年 - 1998年、演出・作画監督・原画）

1998年
- ロードス島戦記-英雄騎士伝-（原画）
- D4プリンセス（原画）

1999年
- デュアル!ぱられルンルン物語（演出・作画監督・原画・デジタルワーク）
- 課長王子（演出・作画監督・原画）
- ヱデンズボゥイ（絵コンテ）
- エクセル・サーガ（1999年 - 2000年、絵コンテ）
- ワイルドアームズ トワイライトヴェノム（1999年 - 2000年、絵コンテ）

2000年
- ヴァンドレッド（演出）
- だぁ!だぁ!だぁ!（2000年 - 2002年、絵コンテ）

2001年
- 破邪巨星Gダンガイオー（絵コンテ・演出）
- ちっちゃな雪使いシュガー（2001年 - 2002年、絵コンテ）
- ヴァンドレッド the second stage（2001年 - 2002年、絵コンテ・演出）

2002年
- 魔法遊戯　飛び出す!!ハナマル大冒険（絵コンテ・演出）
- 天地無用!GXP（絵コンテ）
- あずまんが大王（絵コンテ）
- 最終兵器彼女（絵コンテ）
- 朝霧の巫女（演出）
- ぷちぷり*ユーシィ（2002年 - 2003年、絵コンテ・演出・原画）

2003年
- ストラトス・フォー（絵コンテ）
- ソニックX（絵コンテ・演出）
- GAD GUARD（演出）
- ガンパレード・マーチ 〜新たなる行軍歌〜（絵コンテ）
- まぶらほ（2003年 - 2004年、絵コンテ）

2004年
- ニニンがシノブ伝（原画）
- To Heart ～Remember my Memories～（絵コンテ・作監協力）

2005年
- まじかるカナン（OP絵コンテ・OP演出）

2006年
- ときめきメモリアル Only Love（2006年 - 2007年、絵コンテ）
- DEATH NOTE（2006年 - 2007年、絵コンテ・演出）

2007年
- 精霊の守り人（絵コンテ）
- ご愁傷さま二ノ宮くん（絵コンテ・演出）
- BAMBOO BLADE（2007年 - 2008年、絵コンテ）

2008年
- ドルアーガの塔 ～the Aegis of URUK～（絵コンテ）
- 鉄腕バーディー DECODE（絵コンテ）
- 喰霊-零-（絵コンテ・演出）

2009年
- シャングリ・ラ（監督・絵コンテ・演出）
- にゃんこい!（演出）

2010年
- 聖痕のクェイサー（原画）
- 祝福のカンパネラ（絵コンテ）
- STAR DRIVER 輝きのタクト（絵コンテ）

2011年
- 放浪息子（絵コンテ・演出・原画）
- R-15（絵コンテ・演出・原画）
- Persona4 the ANIMATION（絵コンテ）

2012年
- アマガミSS+ plus（絵コンテ）
- 坂道のアポロン（絵コンテ）
- マジでオタクなイングリッシュ!りぼんちゃん 〜英語で戦う魔法少女〜（原画）
- えびてん 公立海老栖川高校天悶部（演出）

2013年
- 生徒会の一存 Lv.2（原画）
- 僕は友達が少ないNEXT（絵コンテ・演出・原画）
- 絶対防衛レヴィアタン（絵コンテ）
- 進撃の巨人（絵コンテ・演出・原画）
- 宇宙戦艦ヤマト2199（演出・原画）

2014年
- いなり、こんこん、恋いろは。（演出）
- アルドノア・ゼロ（演出）

2015年
- 櫻子さんの足下には死体が埋まっている（副監督）

2017年
- Re:CREATORS（絵コンテ・演出）
- スナックワールド（絵コンテ）

2018年
- アイドリッシュセブン（監督・絵コンテ・演出）

2020年
- 7SEEDS（絵コンテ）
- アイドリッシュセブン Second BEAT!（監督・絵コンテ・演出）

2021年
- アイドリッシュセブン Third BEAT!（監督・絵コンテ・演出）

2023年
- オーバーテイク!（絵コンテ・演出）

2024年
- ATRI -My Dear Moments-（絵コンテ）

2025年
- UniteUp! -Uni:Birth-（絵コンテ）

### 劇場アニメ
2014年
- 宇宙戦艦ヤマト2199 星巡る方舟（チーフディレクター・演出）

### Webアニメ
2018年
- アイドリッシュセブン Vibrato（2018年 - 2019年、監督・絵コンテ）